# Свекольная икра

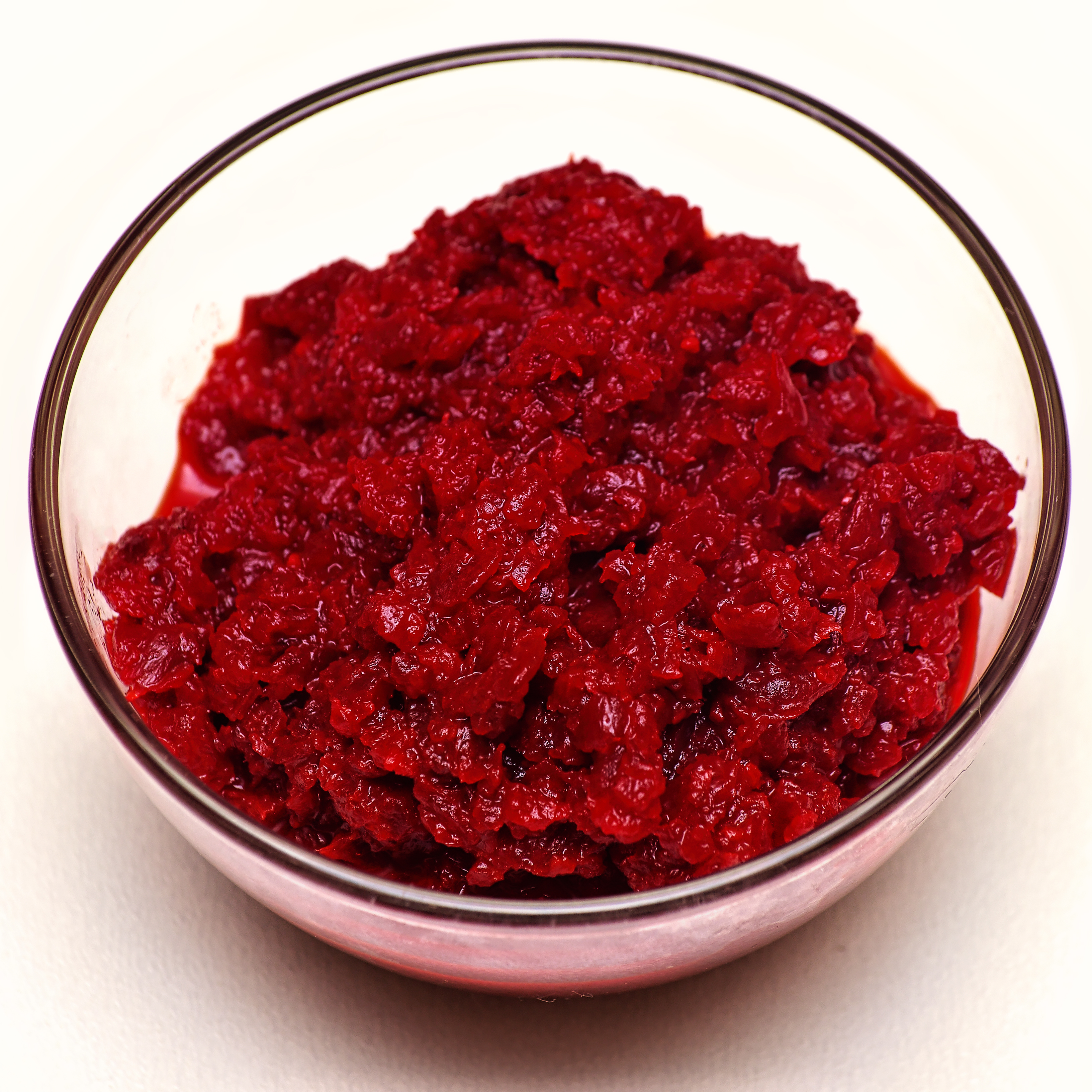
Свекольная икра

Свекольная икра — овощная икра из обжаренной свёклы с добавлением других овощей, жира и пряностей. Представляет собой однородную протёртую или измельчённую массу мажущейся консистенции тёмно-красного цвета с коричневым оттенком с запахом обжаренных овощей. Относится к закусочным консервам. Употребляется с нарезанным свежим репчатым или зелёным луком или как гарнир к рыбным закускам.
В промышленном производстве очищенные корнеплоды свёклы обрабатывают паром для последующей очистки кожуры и бланширования, затем очищают от кожуры, режут кубиками или столбиками и обжаривают в растительном масле. После измельчения обжаренную свёклу смешивают с другими обжаренными и измельчёнными овощами: морковью, белыми кореньями (сельдереем и петрушкой) и репчатым луком, причём доля свёклы в смеси составляет не менее 70 %. Из пряностей в икру добавляют соль, душистый и горький перец, а также зелень, растительное масло и томатную пасту. После тщательного перемешивания икру расфасовывают в консервные банки, укупоривают и стерилизуют.
В домашних условиях свёклу варят в кожуре до готовности и измельчают на тёрке или мясорубке, затем соединяют с пассерованными на растительном масле репчатым луком и томатной пастой. В некоторых рецептах добавляют солёный огурец и чеснок.